# Volvo Car Open 2018 - Qualificazioni singolare
Le qualificazioni del singolare del Volvo Car Open 2018 sono state un torneo di tennis preliminare per accedere alla fase finale della manifestazione. Le vincitrici dell'ultimo turno sono entrate di diritto nel tabellone principale. In caso di ritiro di una o più giocatrici aventi diritto a queste sono subentrate le lucky loser, ossia le giocatrici che hanno perso nell'ultimo turno ma che avevano una classifica più alta rispetto alle altre partecipanti che avevano comunque perso nel turno finale.

## Teste di serie
1. Françoise Abanda (primo turno)
2. Arina Rodionova (primo turno)
3. Vera Lapko (qualificata)
4. Jil Teichmann (primo turno)
5. Caroline Dolehide (qualificata)
6. Patty Schnyder (primo turno)
7. Georgina García Pérez (qualificata)
8. Maryna Zanevs'ka (qualificata)

1. Dayana Yastremska (ultimo turno, lucky loser)
2. Misaki Doi (ultimo turno)
3. Irina Bara (ultimo turno)
4. Kayla Day (ultimo turno)
5. Daniela Seguel (primo turno)
6. Sílvia Soler Espinosa (qualificata)
7. Grace Min (primo turno)
8. Ulrikke Eikeri (ultimo turno)

## Qualificate
1. Francesca Di Lorenzo
2. Sílvia Soler Espinosa
3. Vera Lapko
4. Fanny Stollár

1. Caroline Dolehide
2. Claire Liu
3. Georgina García Pérez
4. Maryna Zanevs'ka

### Lucky loser
1. Dayana Yastremska

## Tabellone

### Legenda
| - Q = Qualificato - WC = Wild card - LL = Lucky loser | - ALT = Alternate - SE = Special Exempt - PR = Protected Ranking | - w/o = Walkover - r = Ritirato - d = Squalificato |

### Sezione 1
|  | Primo turno | Primo turno          | Primo turno          | Primo turno | Primo turno |  |  | Ultimo turno | Ultimo turno         | Ultimo turno | Ultimo turno | Ultimo turno |  |
|  |             |                      |                      |             |             |  |  |              |                      |              |              |              |  |
|  | 1           | Françoise Abanda     | Françoise Abanda     | 3           | 4           |  |  |              |                      |              |              |              |  |
|  |             | Francesca Di Lorenzo | Francesca Di Lorenzo | 6           | 6           |  |  |              | Francesca Di Lorenzo | 4            | 6            | 6            |  |
|  |             | Alla Kudryavtseva    | 7                    | 4           | 6           |  |  |              | Alla Kudryavtseva    | 6            | 1            | 1            |  |
|  | 13          | Daniela Seguel       | 5                    | 6           | 2           |  |  |              |                      |              |              |              |  |

### Sezione 2
|  | Primo turno | Primo turno           | Primo turno           | Primo turno | Primo turno |  |  | Ultimo turno | Ultimo turno          | Ultimo turno | Ultimo turno | Ultimo turno |  |
|  |             |                       |                       |             |             |  |  |              |                       |              |              |              |  |
|  | 2           | Arina Rodionova       | 6                     | 65          | 62          |  |  |              |                       |              |              |              |  |
|  |             | Sophie Chang          | 4                     | 7           | 7           |  |  |              | Sophie Chang          | 6            | 1            | 1            |  |
|  | WC          | Nicole Melichar       | Nicole Melichar       | 4           | 4           |  |  | 14           | Sílvia Soler Espinosa | 3            | 6            | 6            |  |
|  | 14          | Sílvia Soler Espinosa | Sílvia Soler Espinosa | 6           | 6           |  |  |              |                       |              |              |              |  |

### Sezione 3
|  | Primo turno | Primo turno    | Primo turno  | Primo turno | Primo turno |  |  | Ultimo turno | Ultimo turno   | Ultimo turno   | Ultimo turno | Ultimo turno |  |
|  |             |                |              |             |             |  |  |              |                |                |              |              |  |
|  | 3           | Vera Lapko     | Vera Lapko   | 7           | 6           |  |  |              |                |                |              |              |  |
|  |             | Shūko Aoyama   | Shūko Aoyama | 63          | 4           |  |  | 3            | Vera Lapko     | Vera Lapko     | 7            | 6            |  |
|  | WC          | Jessica Pegula | 3            | 6           | 6           |  |  | WC           | Jessica Pegula | Jessica Pegula | 5            | 4            |  |
|  | 15          | Grace Min      | 6            | 2           | 1           |  |  |              |                |                |              |              |  |

### Sezione 4
|  | Primo turno | Primo turno    | Primo turno    | Primo turno | Primo turno |  |  | Ultimo turno | Ultimo turno   | Ultimo turno   | Ultimo turno | Ultimo turno |  |
|  |             |                |                |             |             |  |  |              |                |                |              |              |  |
|  | 4           | Jil Teichmann  | 5              | 6           | 610         |  |  |              |                |                |              |              |  |
|  |             | Fanny Stollár  | 7              | 4           | 7           |  |  |              | Fanny Stollár  | Fanny Stollár  | 6            | 6            |  |
|  | WC          | Zoe Kruger     | Zoe Kruger     | 1           | 4           |  |  | 16           | Ulrikke Eikeri | Ulrikke Eikeri | 1            | 4            |  |
|  | 16          | Ulrikke Eikeri | Ulrikke Eikeri | 6           | 6           |  |  |              |                |                |              |              |  |

### Sezione 5
|  | Primo turno | Primo turno       | Primo turno       | Primo turno | Primo turno |  |  | Ultimo turno | Ultimo turno      | Ultimo turno      | Ultimo turno | Ultimo turno |  |
|  |             |                   |                   |             |             |  |  |              |                   |                   |              |              |  |
|  | 5           | Caroline Dolehide | Caroline Dolehide | 6           | 7           |  |  |              |                   |                   |              |              |  |
|  |             | Maria Sanchez     | Maria Sanchez     | 3           | 65          |  |  | 5            | Caroline Dolehide | Caroline Dolehide | 7            | 6            |  |
|  |             | Yang Zhaoxuan     | 1                 | 7           | 4           |  |  | 10           | Misaki Doi        | Misaki Doi        | 67           | 3            |  |
|  | 10          | Misaki Doi        | 6                 | 5           | 6           |  |  |              |                   |                   |              |              |  |

### Sezione 6
|  | Primo turno | Primo turno        | Primo turno        | Primo turno | Primo turno |  |  | Ultimo turno | Ultimo turno | Ultimo turno | Ultimo turno | Ultimo turno |  |
|  |             |                    |                    |             |             |  |  |              |              |              |              |              |  |
|  | 6           | Patty Schnyder     | Patty Schnyder     | 62          | 4           |  |  |              |              |              |              |              |  |
|  |             | Claire Liu         | Claire Liu         | 7           | 6           |  |  |              | Claire Liu   | 7            | 3            | 6            |  |
|  | WC          | Elizabeth Halbauer | Elizabeth Halbauer | 2           | 5           |  |  | 11           | Irina Bara   | 65           | 6            | 2            |  |
|  | 11          | Irina Bara         | Irina Bara         | 6           | 7           |  |  |              |              |              |              |              |  |

### Sezione 7
|  | Primo turno | Primo turno           | Primo turno           | Primo turno | Primo turno |  |  | Ultimo turno | Ultimo turno          | Ultimo turno | Ultimo turno | Ultimo turno |  |
|  |             |                       |                       |             |             |  |  |              |                       |              |              |              |  |
|  | 7           | Georgina García Pérez | Georgina García Pérez | 6           | 7           |  |  |              |                       |              |              |              |  |
|  |             | Gréta Arn             | Gréta Arn             | 2           | 65          |  |  | 7            | Georgina García Pérez | 6            | 63           | 6            |  |
|  |             | Anastasia Rodionova   | 64                    | 7           | 4           |  |  | 12           | Kayla Day             | 2            | 7            | 4            |  |
|  | 12          | Kayla Day             | 7                     | 6(0)        | 6           |  |  |              |                       |              |              |              |  |

### Sezione 8
|  | Primo turno | Primo turno         | Primo turno        | Primo turno | Primo turno |  |  | Ultimo turno | Ultimo turno      | Ultimo turno | Ultimo turno | Ultimo turno |  |
|  |             |                     |                    |             |             |  |  |              |                   |              |              |              |  |
|  | 8           | Maryna Zanevs'ka    | Maryna Zanevs'ka   | 7           | 6           |  |  |              |                   |              |              |              |  |
|  |             | Gabriela Dabrowski  | Gabriela Dabrowski | 5           | 1           |  |  | 8            | Maryna Zanevs'ka  | 7            | 2            | 6            |  |
|  |             | Sesil Karatantcheva | 7                  | 4           | 4           |  |  | 9            | Dayana Yastremska | 64           | 6            | 3            |  |
|  | 9           | Dayana Yastremska   | 6(1)               | 6           | 6           |  |  |              |                   |              |              |              |  |